# Ace Frehley (album)
Ace Frehley è un album registrato da Ace Frehley come solista. È stato pubblicato il 18 settembre 1978 in contemporanea con gli altri album solisti registrati dagli altri tre componenti della band dei Kiss, di cui Frehley era il chitarrista solista.

## L'album
Facente parte del progetto commerciale dei Kiss che consisteva nel pubblicare un album solista in contemporanea per ciascun membro, l'album di Ace Frehley si rivela essere quello che ha riscosso un maggior numero di vendite, grazie soprattutto al brano New York Groove, che raggiungerà la tredicesima posizione nella classifica statunitense. L'album si rivela inoltre essere anche il meno costoso per quanto riguarda i mezzi con cui è stato registrato.

## Tracce
Tutti i brani sono stati composti da Ace Frehley, eccetto dove indicato.
1. Rip It Out (Frehley, Larry Kelly, Sue Kelly) – 3:39
2. Speedin' Back to My Baby (Frehley, Jeanette Frehley) – 3:35
3. Snow Blind – 3:54
4. Ozone – 4:41
5. What's on Your Mind? – 3:26
6. New York Groove (Russ Ballard) – 3:01
7. I'm in Need of Love – 4:36
8. Wiped-Out (Frehley, Anton Fig) – 4:10
9. Fractured Mirror – 5:25

## Formazione
- Ace Frehley - chitarra acustica, elettrica, guitar synth, voce principale o secondaria, basso

### Collaboratori
- Susan Collins - voce secondaria
- Anton Fig - batteria, percussioni
- Larry Kelly - voce secondaria
- David Lasley - voce secondaria
- Will Lee - basso
- Bill Scheniman - voce secondaria, campane
- Carl Tallarico - batteria